# Tilandsie provazovkovitá

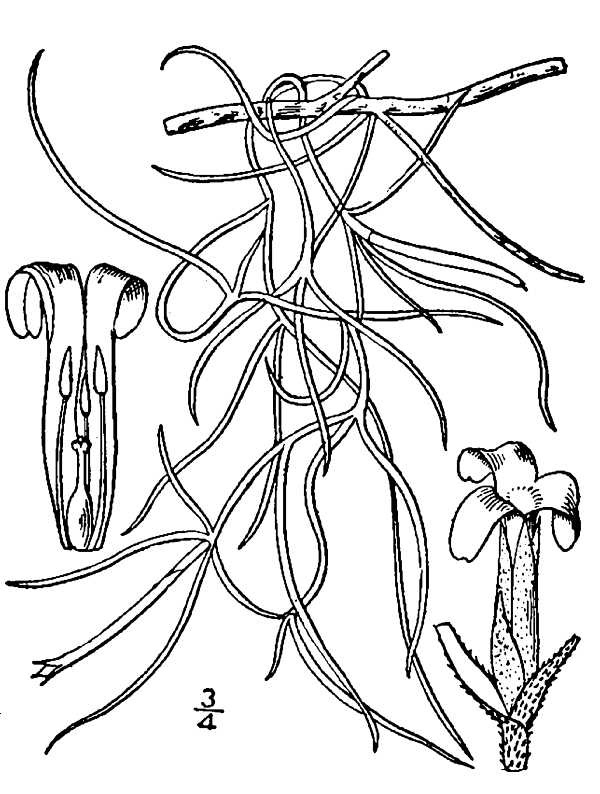
Zobrazení tilandsie provazovkovité

Tilandsie provazovkovitá (Tillandsia usneoides) je tropická epifytická bromélie, rostlina rostoucí přichycená na stromech, skalách, sloupech nebo na různých stavbách. Je jedním z více než 600 druhů rodu tilandsie. Tilandsie provazovkovitá vytváří stříbřité girlandy dlouhé až 30 m, které jsou tvořeny z mnohem kratších a vzájemně propletených lodyh rostlin. Obzvláště velký chomáč může vážit i více než tunu.

## Rozšíření
Tilandsie provazovkovitá je nejrozšířenějším druhem čeledi broméliovitých, vyskytuje se po celé subtropické a tropické Americe. Roste od jihovýchodu Spojených státu amerických přes Mexiko, Střední Ameriku a Karibik až po severní polovinu Argentiny a Chile.

## Ekologie
Rostlina potřebuje velkou vzdušnou vlhkost a je velmi citlivá na znečištěné ovzduší. Roste dobře v polostínu i na přímém slunci. Nevyhovují jí ale uzavřené prostory, potřebuje proudící vzduch přinášející živiny. Kvést začíná ve věku dvou let. Odkvetlé rostliny odumírají, ale v paždí listů se vytvářejí drobné růžice, ze kterých vyrůstají nové rostliny. Ve své domovině nemá období klidu, ideální teplota pro dobrý růst je od +15 do +35 °C.
Rostlina nemá žádné kořeny a na svých stanovištích se drží jen drobnými šupinkami na zakřivených listech. Jednotlivé rostliny jsou navzájem propletené lodyhami a vytvářejí mohutnou visící strukturu. Není to parazit, hostitelské stromy neobírá o živiny, pouze se jich přidržuje. Protože za deště pojme velké množství vody, může je svou váhou poškodit.

## Popis
Bohatě rozvětvené, visící, zelenavé lodyhy, asi 1 mm tlusté, jsou spirálovitě kroucené a dorůstají do délky až 3 m, obvykle jsou však živé jen mnohem kratší části, asi 50 cm. Proplétají se a zamotávají do již odumřelých, případně se vinou i okolo podpěry, na které rostou. Porostlé jsou nitkovitými, špičatými a často zkroucenými listy až 4,5 cm dlouhými a 0,2 cm širokými. Lodyhy i listy jsou pokryty silnou vrstvou drobných, stříbřitě zbarvených, mnohočlenných šupinkovitých trichomů zachycujících vzdušnou vlhkost a ve vzduchu rozptýlené živiny. Za sucha má rostlina šedavou barvu a připomíná lišejník, po navlhnutí zezelená.
Hojné trojčetné, oboupohlavné květy jsou nenápadné, jen necelý 1 cm velké, příjemně však voní. Jsou přisedlé a vyrůstají jednotlivě z paždí listů, mají blanité kališní lístky a světle zelenožluté až namodralé, až 10 mm dlouhé, nazpět ohnuté korunní lístky. Květy vydrží kvést asi 4 týdny a jejich vůně láká opylující hmyz, po sprášení vlastním pylem netvoří semena.

## Rozmnožování
Plodem je válcovitá, zašpičatělá, 2,5 cm dlouhá, pukající tobolka. Semena mají jemné chloupky s ostny, které napomáhají při větru jejich rozptylu a také přichycení v kůře stromů nebo v různých trhlinách. Mladé semenáčky mají kořínky, které pomáhají rostlině se ukotvit, později se ale ztrácejí.
Mnohem častěji než semeny se rostliny rozmnožují vegetativně. Úlomky lodyh odtržené větrem nebo ptáky jsou roznášeny větrem, mohou i plavat. Pokud dopadnou do vhodných míst, vytvoří tam nové rostliny. Na širokém rozšíření druhu mají svůj podíl i časté tropické hurikány.

## Význam
Rostliny přijímají všechny živiny i vodu ze vzduchu a jsou proto spolehlivým indikátorem čistoty ovzduší. Rozborem jejich tkání lze zjistit, kolik a jaké znečišťující látky jsou v okolním prostoru přítomny.
V minulosti se z již neživých lodyh získávala vlákna, která byla pevná i pružná a vlastnostmi se podobala koňským žíním. Používala se jako vycpávkový materiál do čalounění a matrací, pro výrobu lan a rohoží; v současnosti jsou nahrazena syntetickými vlákny. Slouží dosud jako součást květinové výzdoby a v zahradnictví se přidává do půdy, kde udržuje vlhkost a vzdušnost. V Latinské Americe bývá tilandsie provazovkovitá součásti vánoční výzdoby a slouží též jako krmivo pro hospodářská zvířata.
Hustých porostů využívají někteří drobní ptáci pro stavbu hnízd, žijí v nich ještěrky, žáby i jeden specifický druh pavouka – Pelegrina tillandsiae z čeledi skákavkovitých. Ve spleti lodyh visících až k zemi zase přebývají nepříjemné písečné blechy. 

## Galerie

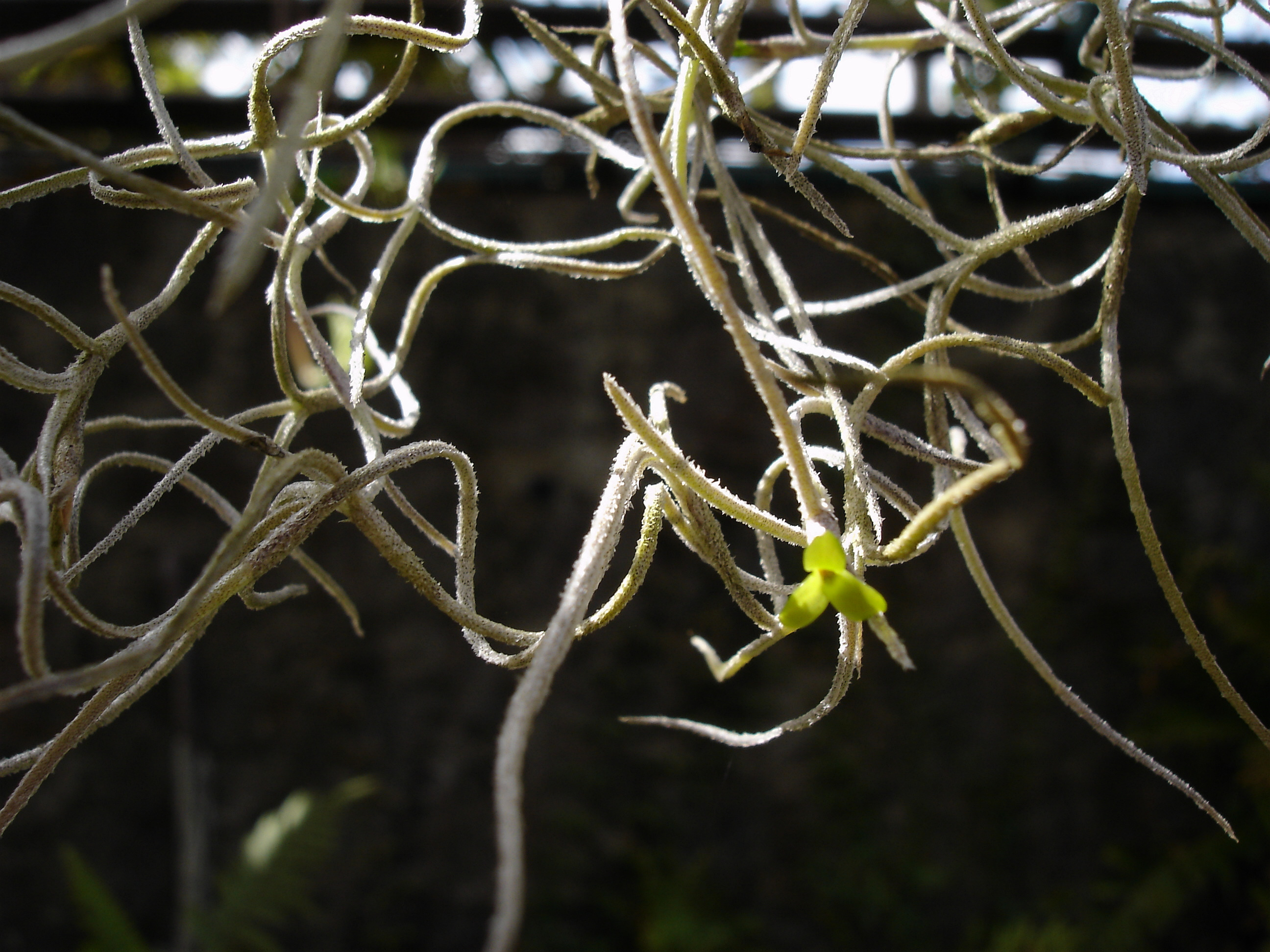
Květ
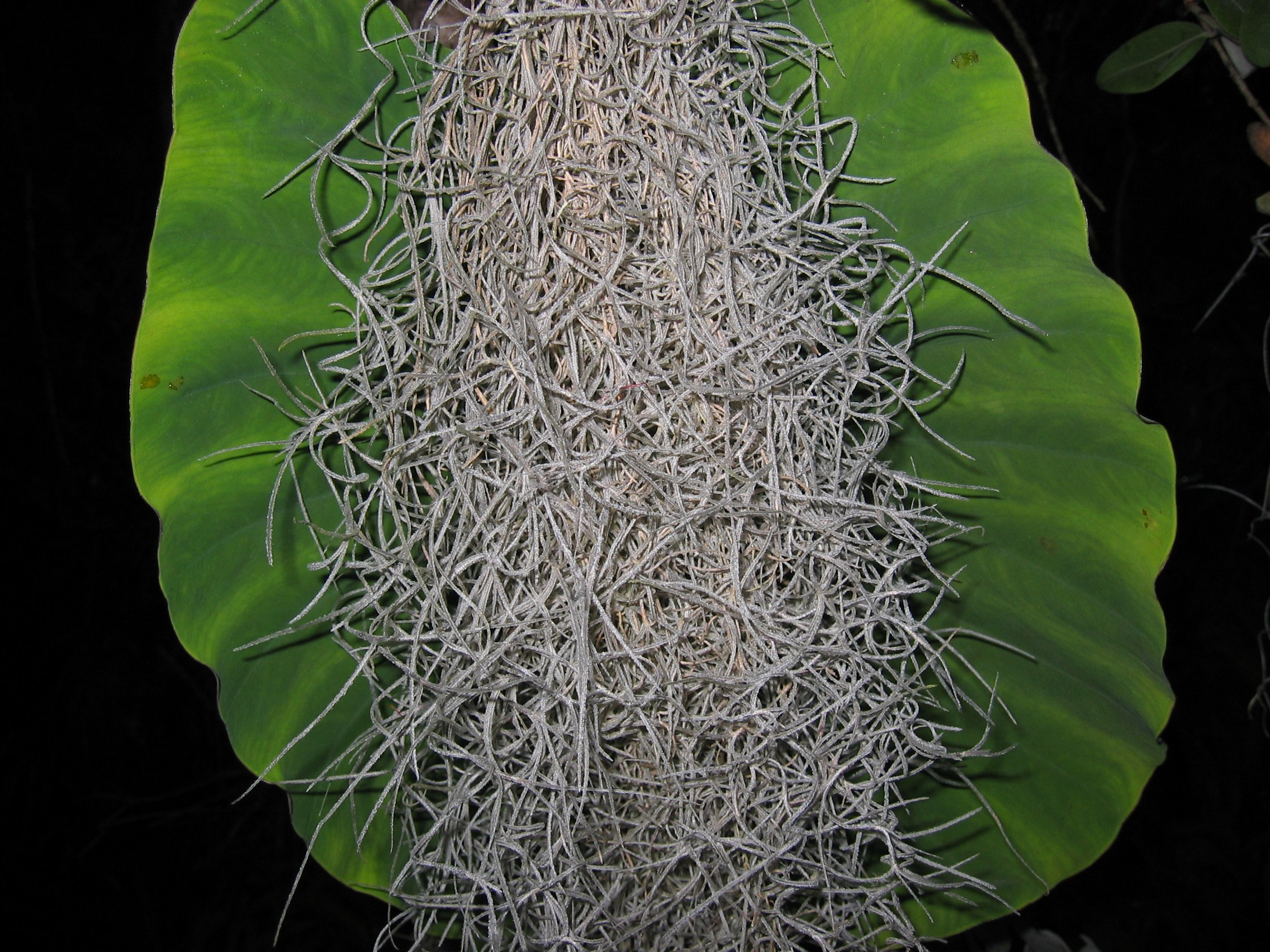
Lodyhy
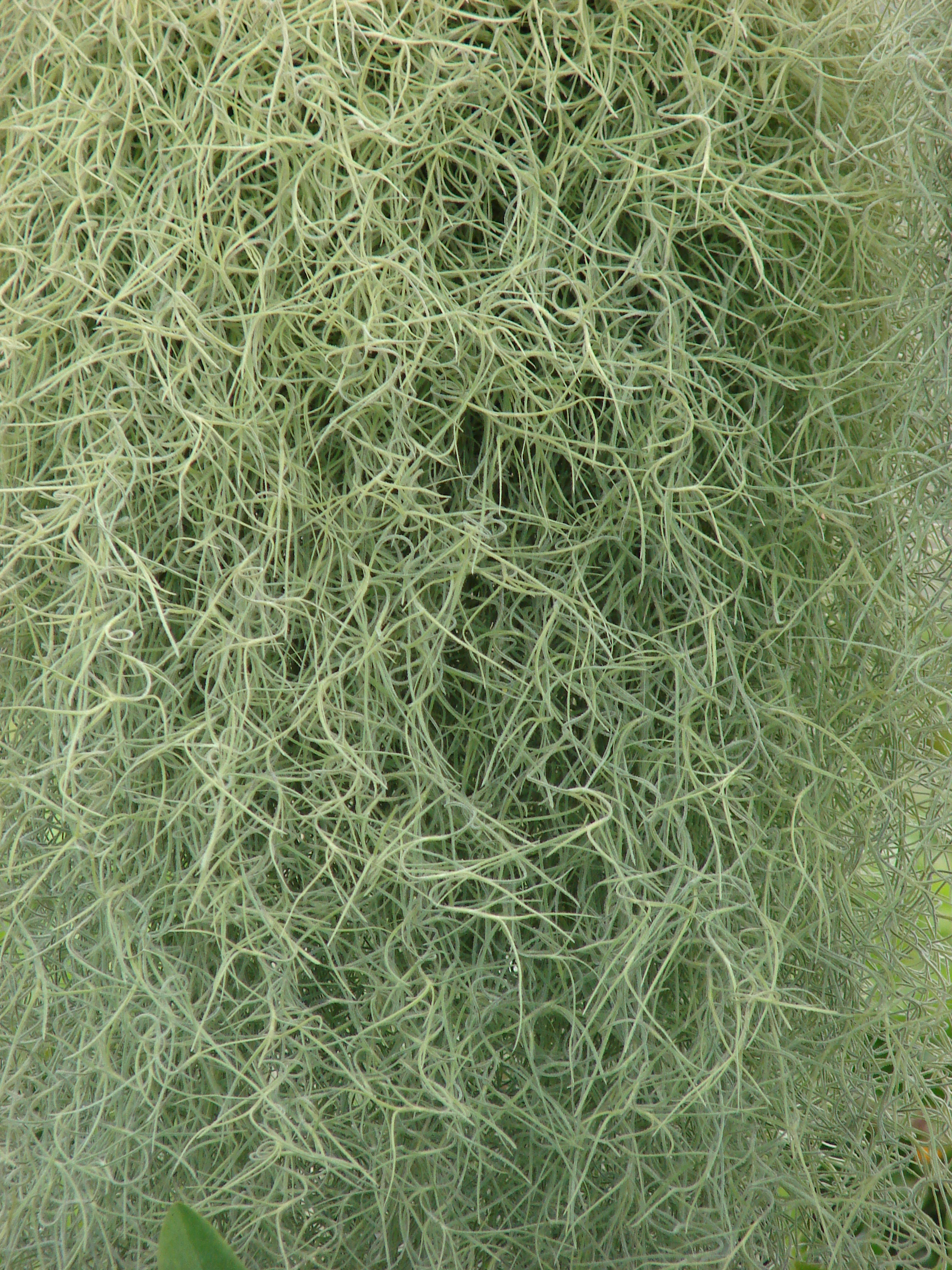
Lodyhy
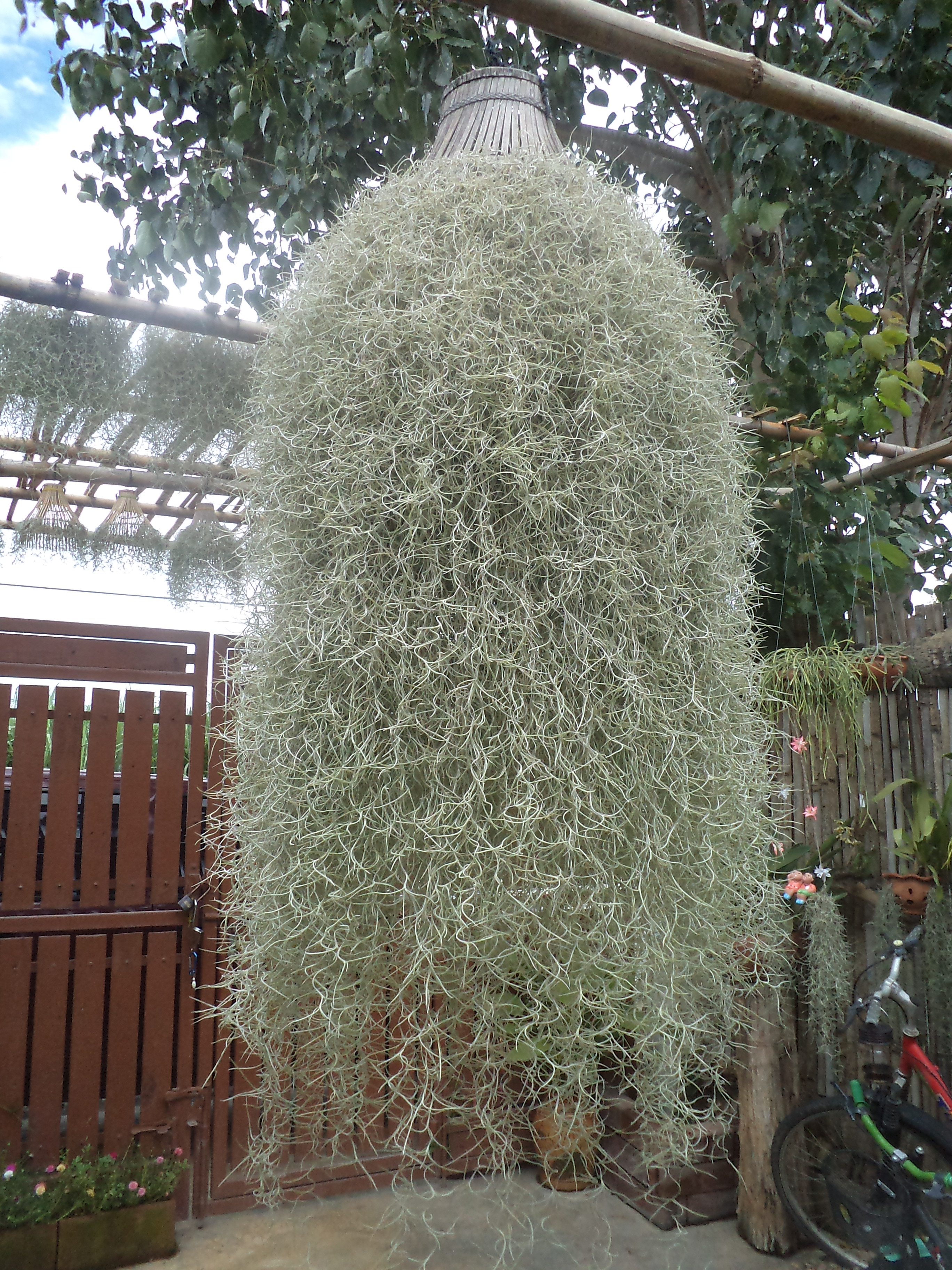
Okrasné využití
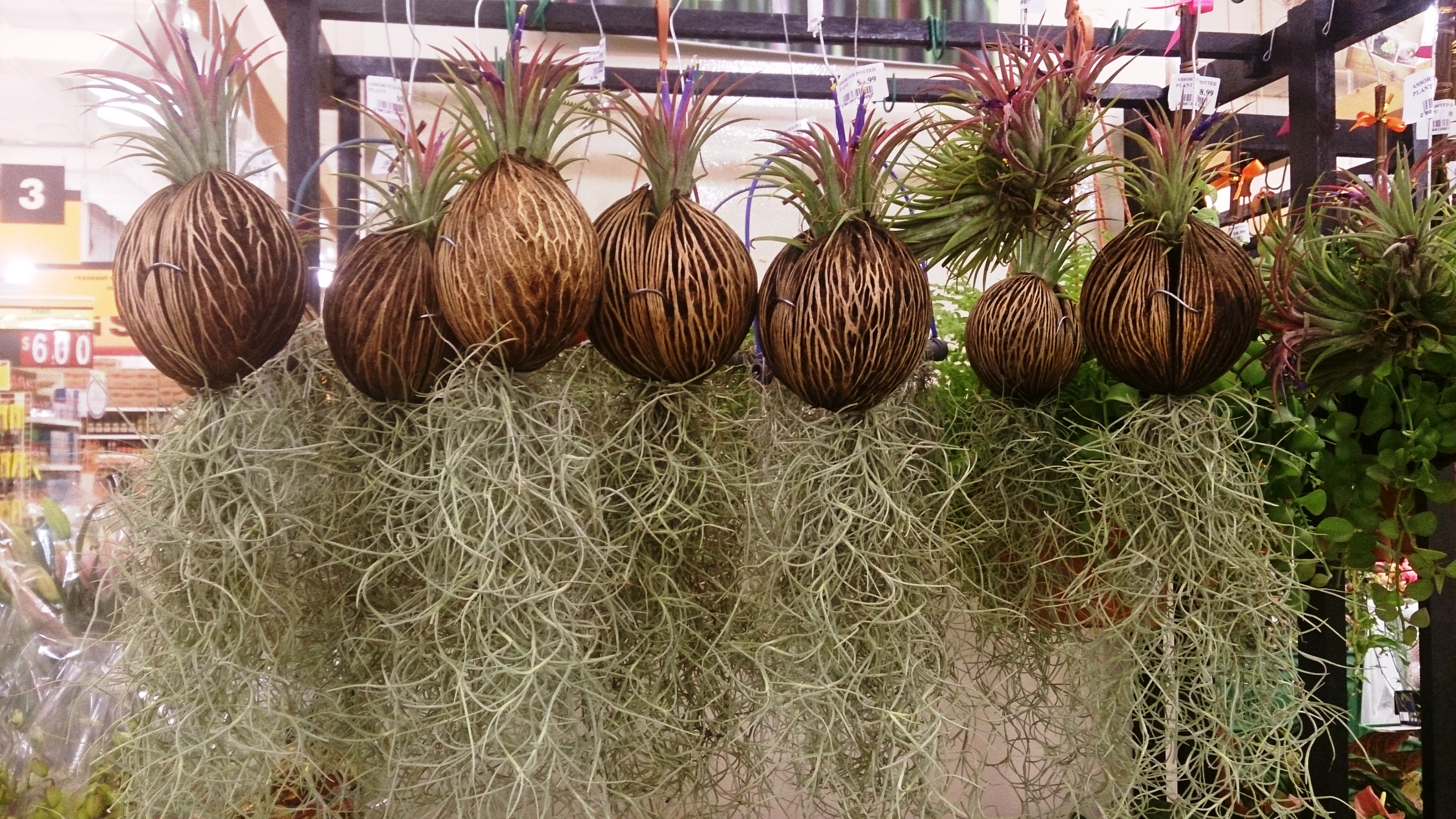
Okrasné využití